# Iván Frigyér
Iván Frigyér (oder Johannes, * 7. September 1898 in Kaprióra, Komitat Krassó-Szörény, Königreich Ungarn, Österreich-Ungarn; † 26. Mai 1987 in Timișoara, Sozialistische Republik Rumänien) war Ordinarius substitutus im Bistum Timișoara.

## Leben
Iván Frigyér besuchte von 1908 bis 1916 das Gymnasium in Timișoara und absolvierte anschließend (1916–1921) das Theologiestudium in Timișoara. Am 3. Juli 1921 empfing er die Priesterweihe. Von 1921 bis 1923 war er als Kaplan in Lipova tätig, von 1923 bis 1929 an der Innerstädter Stadtpfarrkirche. Von 1929 bis 1932 hat er als Religionslehrer in der Innenstadt und ab 1932 in Freidorf gewirkt und ab 1946 Domherr des Bistums Timișoara.
Nach der Verhaftung von Joseph Pless im Sommer 1951 wurde Domherr Iván Frigyér, der einzige noch in Freiheit befindliche Domkapitular, zum Ordinarius substitutus ernannt. Iván Frigyér hatte dieses Amt bis 1954 inne, als Augustin Pacha aus der Haft entlassen wurde. Als man die Nachricht von der Freilassung des Bischofs Augustin Pacha erhielt, sandte Ordinarius Frigyér ein Telegramm, in dem er seine Freude über die Heimkehr von Augustin Pacha zum Ausdruck brachte. Am 12. Juli 1954 begrüßte Domherr Frigyér Bischof Pacha zu seiner Heimkehr. Iván Frigyér war auch derjenige, der die Beisetzung von Augustin Pacha am 8. November 1954 leitete und nach dem Evangelium die Gedenkrede, eine Ansprache über das Leben und Wirken von Bischof Augustin Pacha, hielt. Nach dem Requiem fand die Absolutionserteilung statt, die ebenfalls von Domherr Frigyér vorgenommen wurde.
Von 1956 bis 1973 war Iván Frigyér als Seelsorger in Chișoda tätig. Iván Frigyér wurde nach seinem Tod in der Domkrypta beigesetzt.